# Grondster
De grondster (Illecebrum verticillatum) is een eenjarige plant die behoort tot de anjerfamilie (Caryophyllaceae). De soort staat op de  Nederlandse Rode lijst van planten als algemeen voorkomend, maar sterk in aantal afgenomen. De plant komt van nature voor in West- en Zuid-Europa en Noord-Afrika.
De plant wordt 5-30 cm hoog en heeft liggende, draadvormige, rode stengels. De stengels liggen min of meer in een ster, waaraan de plant haar naam te danken heeft. De stengel vormt op de knopen wortels. De 0,2-0,5 cm lange bladeren zijn omgekeerd eirond en hebben vliezige steunblaadjes.
De grondster bloeit van juni tot oktober met sneeuwitte, soms iets roodachtige bloem, die met drie tot zes stuks in een bladoksel zitten. De schutbladen zijn zilverachtig. De witte kelkbladen hebben een kapvormige top met een naaldachtige stekel en zijn na de bloei verdikt. De kroonblaadjes zijn zeer klein en puntvormig.
De vrucht is een doosvrucht.
De plant komt voor op in de winter vaak onder water staande, voedselarme zandgrond en langs zandwegen op de hei.

## Plantengemeenschap
De grondster is een kensoort voor het grondster-associatie (Digitario-Illecebretum).

## Namen in andere talen
De namen in andere talen kunnen vaak eenvoudig worden opgezocht met de interwiki-links.
- Duits: Knorpelkraut
- Engels: Coral necklace
- Frans: Illécèbre verticillé